# 팝핀제이
팝핀 제이(Poppin J, 본명 : 이재형,  1982년 11월 3일 ~ )는 대한민국의 팝핀 댄서이다. 그의 이름인 'Poppin J'는 팝핀의 'Poppin'과 본명 재형의 앞 글자 영문 이니셜인 'J'를 합친 것이다. 그는 1998년부터 학교 친구들과 함께 춤을 추기 시작했으며, 2001년 부산의 X.T.C 팀에서의 활동을 시작으로 2007년 K-O.G.S(현 Brand New Mind)의 멤버로 합류, B.W.B와 Project Prepix Asia의 멤버로도 활동하고 있다. 춤을 출때는 음악을 바탕으로 이에 따른 여러 부분의 균형을 중요하게 여기고 있으며, 좋은 춤은 많은 연습으로부터, 좋은 댄서는 좋은 인성으로부터 시작된다는 마인드를 가지고 있다. 2012년 6월 1일부터 방영된 TvN 코리아 갓 탤런트 시즌 2에 B.W.B의 팀원인 크레이지 쿄와 함께 출연하여 최종 우승하였고, 우승 상금으로는 "동생들과 함께 연습할 수 있는 연습실을 만들고 싶다"고 우승 소감 인터뷰에서 밝혔다.

## 바이오그래피

### 수상
- '2012 TvN 코리아 갓 탤런트 시즌 2' 우승[3] <동영상>
- '2012 France Juste Debout' "Winner"[4] <동영상>
- '2012 Euro Battle Korea' "Winner" <동영상>
- '2011 China Dance Space Vol.3 "Winner" <동영상>
- '2011 Taiwan - Battle ISM Crew Battle' "Winner" <동영상>
- '2011 France Juste Debout' "2nd Prize" <동영상>
- '2010 Who Is The Best of POPLOCK' "Winner" <동영상>
- '2010 R-16 Final' "Winner"[5]
- '2010 Dance Inside' "Winner" <동영상>
- '2010 WDC - Korea' "Winner" <동영상>
- '2009 Who Is The Best of POPLOCK' "Winner" <동영상>
- '2008 Who Is The Best of POPLOCK' "Winner" <동영상>
- '2008 Japan FreeStyle Session' "Winner"<동영상>
- '2008 B-Boy Challenge' Vol.7 "Winner" <동영상>

### 광고
- '2012 아디다스 오리지널 광고 촬영 <동영상>

### 뮤직비디오
- '2007 이터널 모닝 - White <동영상>